# Alektoweber
Der 24 Zentimeter große Alektoweber (Bubalornis albirostris) ist eine Vogelart aus der Familie der Webervögel.

## Aussehen
Die Männchen dieser Art haben ein schwarzes Gefieder, die Federwurzel ist jedoch weiß. Der Schnabel hat eine weiße oder lachsfarbene Färbung. Das Weibchen hat braun geflecktes Gefieder und dessen Schnabel ist rosafarben mit einer schwarzen Spitze. Die Beine sind schwarz oder grau.

## Besondere Anatomie
Als einziger Singvogel besitzt das Männchen einen Phallus. Während der Fortpflanzungszeit wächst dem Männchen zusätzlich ein Fortsatz auf dem Schnabel.

## Verbreitung und Lebensraum
Diese Art kommt in ganz Afrika südlich der Sahara vor. Sie bewohnt die dortigen Savannen und Buschlandschaften, kommt daneben auch in der Nähe menschlicher Siedlungen und landwirtschaftlich genutzten Flächen vor.

## Lebensweise
Der Alektoweber lebt in kleinen Gruppen von bis zu acht Tieren zusammen. Sie suchen am meist am Boden nach Grassamen und kleinen Insekten, von denen sie sich ernähren.

## Fortpflanzung
Zur Brutzeit errichten diese Vögel Gemeinschaftsnester auf Bäumen, in denen bis zu acht Brutpaare Platz finden. Diese werden von den Vögeln meist mehrere Jahre lang benutzt und ausgebaut. Als Gerüst für das Nest verwenden sie dornige Zweige. Die Nestkammern im Inneren werden mit Gräsern und Wurzelfasern ausgekleidet. In das Nest legt das Weibchen 2 bis 4 Eier. Die Jungen werden mit Insekten versorgt.

## Gefährdung und Schutzmaßnahmen
Da diese Art noch relativ häufig vorkommt und keine Gefährdungen bekannt sind, wird sie von der IUCN als (Least Concern) nicht gefährdet eingestuft.